# Heinrichsthal (Radeberg)
Das Heinrichsthal (früher auch: Heinrichstal) ist eine Ortslage der Großen Kreisstadt Radeberg im Landkreis Bautzen, Sachsen, ohne eigenen Ortsteilstatus.

## Geographie

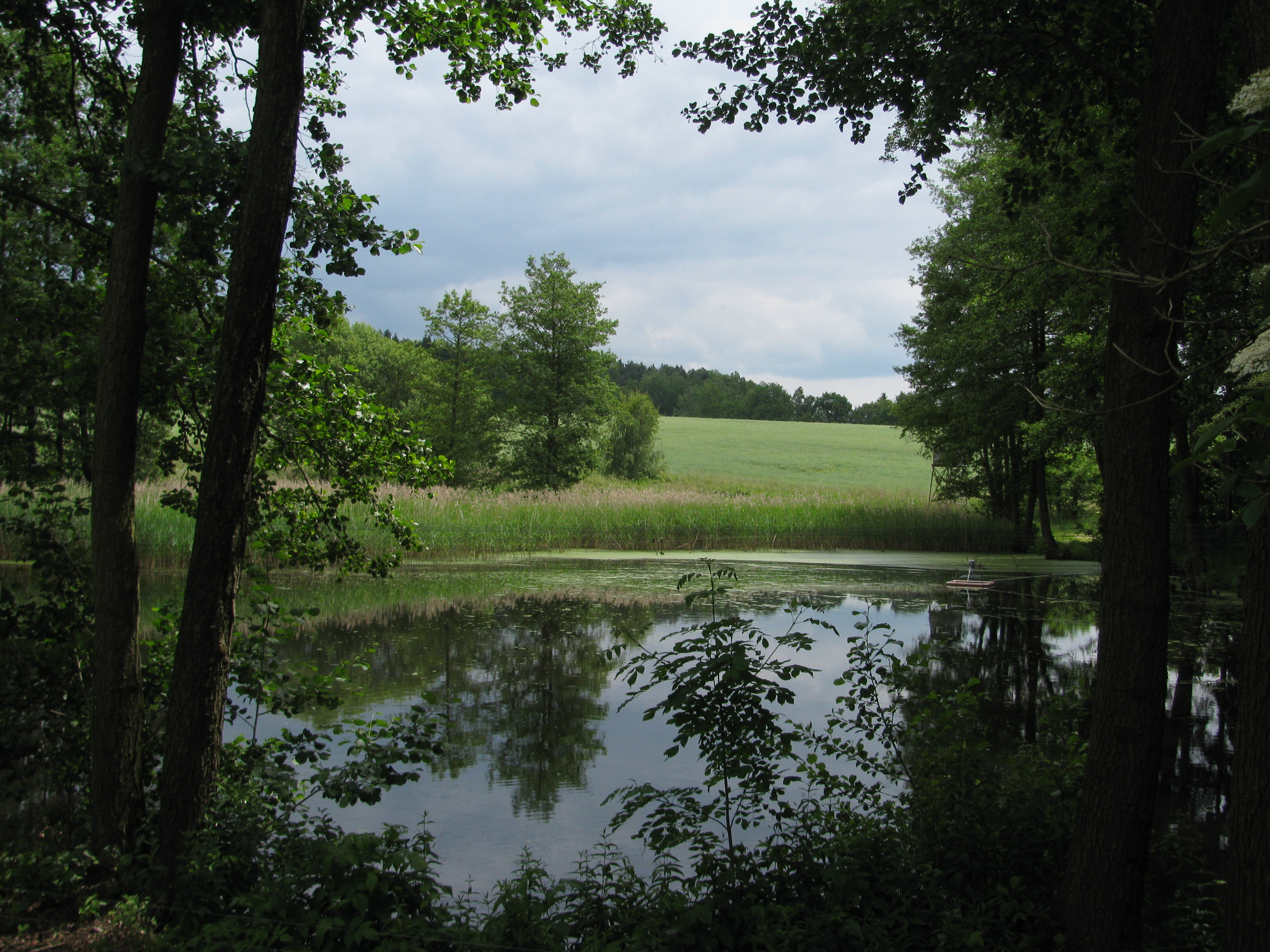
Die Heinrichsthaler Teiche dienen der Fischzucht.

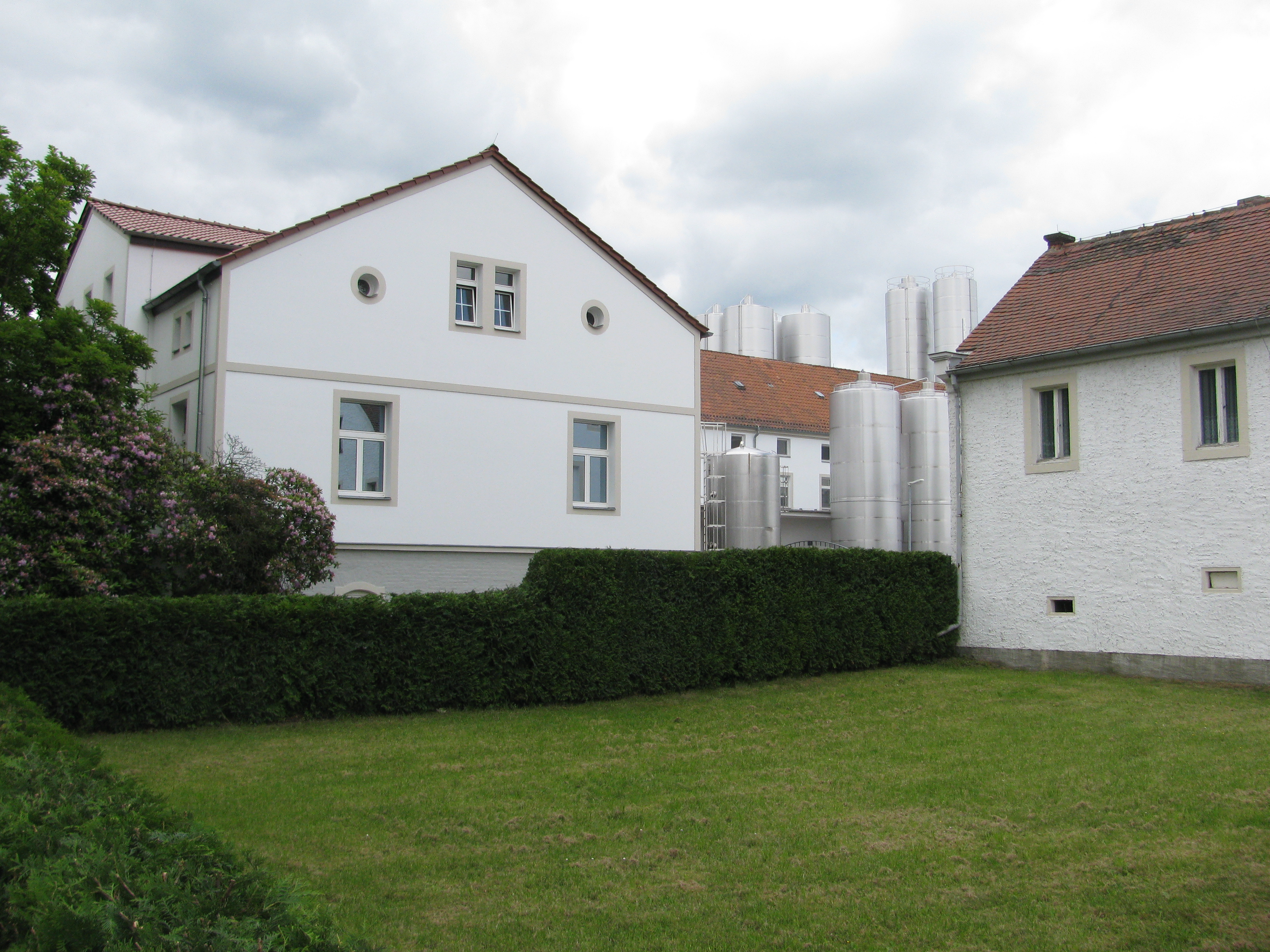
Verwaltungsgebäude der Heinrichsthaler Milchwerke, dahinter die Produktionsanlagen

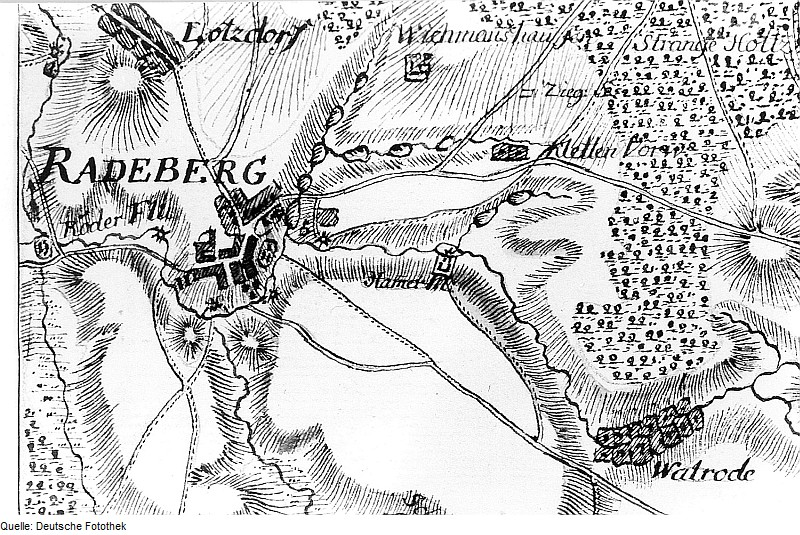
Das „Kletten Vorwerk“ auf der Karte von Petri 1759 (Ausschnitt)

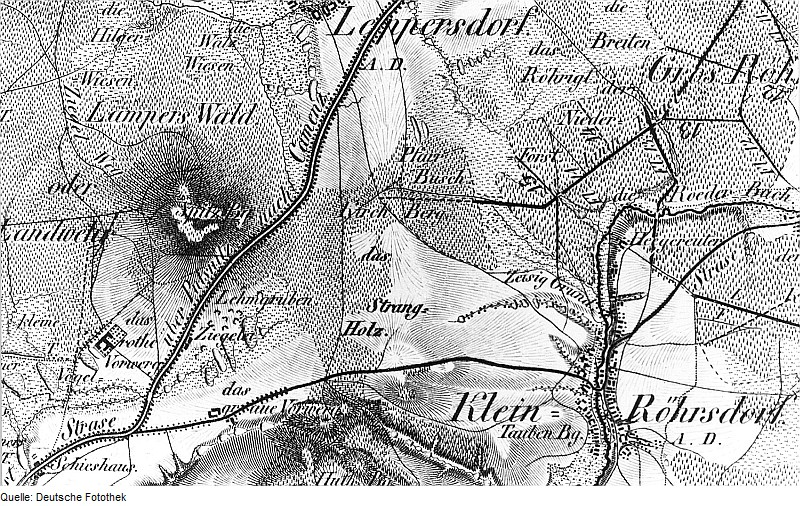
„das graue Vorwerg“ auf einer Karte von Oberreit, um 1830/1840, Ausschnitt

Das Heinrichsthal liegt im Nordosten des Radeberger Stadtgebiets in der Gemarkung Radeberg. Benachbarte Ortslagen oder Siedlungen sind die Radeberger Stadtrandsiedlung Am Taubenberg im Osten und das Friedrichstal im Westen. Etwa zwei Kilometer weiter südwestlich erstreckt sich die Radeberger Innenstadt. Südöstlich des Heinrichsthals liegt der Arnsdorfer Ortsteil Wallroda, nordöstlich der Wachauer Ortsteil Leppersdorf.
Die kleine Ortslage Heinrichsthal selbst besteht im Wesentlichen aus den Gebäuden der Heinrichsthaler Milchwerke. Sie befinden sich an der Großröhrsdorfer Straße, die von Radeberg nach Großröhrsdorf führt. Auf ihr verläuft die Buslinie 520 des Regionalbus Oberlausitz von Dresden nach Bischofswerda. Die Busse halten unmittelbar am Heinrichsthal.
Landwirtschaftlich genutzte Flächen umgeben die Ortslage, zu dem auch eine Parkanlage mit altem Baumbestand gehört. Im Norden und Süden verläuft jeweils ein kleines Bachtal; im südlichen wurden die Heinrichsthaler Teiche zur Fischzucht angestaut. Einen Kilometer südlich des Heinrichsthales fließt die Große Röder in Ost-West-Richtung durch das Hüttertal, zwei Kilometer nördlich der Ortslage befindet sich mit der Landwehr ein Waldgebiet.

## Geschichte

### Frühe Geschichte
Bereits im 14. Jahrhundert war das Heinrichsthal ein Vorwerk, das sogenannte „Radeberger Schlossvorwerck“. Es gehörte zur Burg Radeberg, die Herzog Moritz ab 1543  zum Amts- und Jagdschloss Klippenstein umbauen ließ. Im Lehnbuch von Markgraf Friedrich dem Älteren werden im „Districtus Radeberg“ um 1350 vier Vorwerke erwähnt, und bereits 1414 ist die Existenz des Schlossvorwerkes in Rechnungen zum Amt Radeberg belegt. 1558 verkaufte Kurfürst August von Sachsen (Vater August) das Vorwerk einschließlich der 480 Scheffel (etwa 140 ha) Land umfassenden Hofefluren an die Stadt Radeberg. Das Vorwerk diente überwiegend landwirtschaftlichen Zwecken. 1697 war der Radeberger Steuereinnehmer Johann Christoph Klette Eigentümer des Vorwerkes, nach ihm hieß es lange Zeit „Kletten-Vorwerck“. Nachfahren von J. C. Klette waren bis zum Tode von Heinrich Traugott Klette 1798 Besitzer des Vorwerkes. Später trug es, wohl wegen seiner damaligen Fassadenfarbe, den Namen „Graues Vorwerck“. 1831 war der Stadtverordnete J. B. Hache Vorwerks-Besitzer. Ab 1836 war es für etwa 20 Jahre wieder im Besitz der Stadt. 1865 war Johann Gottlob Schütze Besitzer, er veranlasste den Anbau eines Milchgewölbes an das frühere Wohnhaus. 1868 wird der Radeberger Baumeister Wilhelm Reinhard Würdig neuer Besitzer des Vorwerks. Er ließ das Seitengebäude des Gutes vergrößern und das direkt an der Straße befindliche Wirtschaftshaus erheblich verlängern und aufstocken. Links wurde die Gaststube mit Nebenräumen („Wirtshaus zum Heinrichsthal“) und rechts Ställe und Remisen eingerichtet. Im neuen Obergeschoss waren die Wohnung des Vorwerksbesitzers und Lagerböden eingerichtet. Das große mittige Eingangsportal führte in den Gutshof, der nördlich mit einer großen Scheune abgeschlossen war. Diese wurde später zum Hauptproduktionsgebäude der Meierei Heinrichsthal um- und ausgebaut. Würdig baute ab 1872 die auf seinem Vorwerks-Besitz östlich des Gutshofes bereits beim Kauf 1868 vorhandene Ziegelei durch Errichtung eines ringförmigen Ziegel-Brennofen aus, 1874 wurde ein zweiter Brennofen errichtet. Die Tongruben waren nordöstlich angrenzend. Die Ziegelei verpachtete Würdig an Ziegelmeister Bauer.

### Ära Zeis

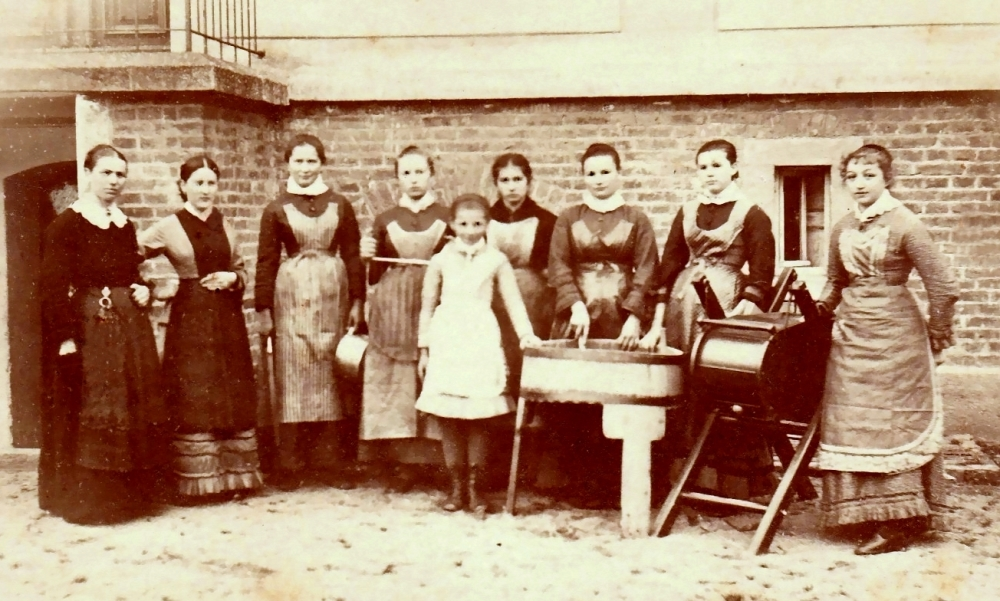
Agathe Zeis (links) mit Schülerinnen ihrer Lehrmeierei Heinrichsthal Radeberg um 1885

Um 1877 verkaufte Würdig das gesamte Vorwerk Heinrichsthal einschließlich aller Flurstücke (zu dieser Zeit etwa 57 ha), Ziegelei und baulichen Anlagen an Hermann Alexander Zeis, den Ehemann von Agathe Zeis. Diese gründete hier 1880 eine Lehrmeierei und unterrichtete Töchter aus Bauernfamilien im Molkereiwesen. Im Jahr 1884 erhielt sie das Patent zur Herstellung von Weichkäse nach französischer Art, wodurch das Heinrichsthal zum ersten Produktionsort von Camembert und wenig später auch Brie und Neufchâtel im Deutschen Reich wurde. Der neue Besitzer Zeis ließ ab 1878 ein neues Wohnhaus (Herrenhaus) bauen und das östlich der Gutshof-Einfahrt gelegene Stallgebäude zu einem wesentlich größeren Rinderstall erweitern. Die 1880 von Agathe Zeis im Heinrichsthal gegründete Lehrmeierei ist 1882 in ein zwischen Herrenhaus und Scheune errichtetes neues Gebäude verlegt worden, das ab 1883 Produktionsgebäude für die neuen Käsesorten wurde. Um den gestiegenen Bedarf befriedigen zu können, errichtete das Ehepaar Zeis 1884 in Löbau (speziell für die Herstellung von Neufchâtel) und 1886 in Bautzen je eine Käserei, in der Molkerei in Lauterbach in Hessen bauten sie 1886 eine Käserei auf.
Wegen des hohen Bedarfes an Baumaterial ließ Zeis 1882 einen dritten Ringofen in seiner Ziegelei bauen. 1887 errichtete er anstelle der ehemaligen alten Scheune ein erheblich größeres Stall- und Scheunengebäude. Ebenfalls 1887 ließ Zeis aufgrund der derzeitigen wirtschaftlichen Erfolge der Meierei das rückwärtige, parallel zur Straße liegende große Stall- und Scheunengebäude zu einem modernen Produktionsgebäude für die Käse-Herstellung umbauen und erweitern. Alle diese Baumaßnahmen lagen in der Hand des Radeberger Baumeisters Robert Schmutzler.
Diese Investitionen erforderten einen hohen Finanzierungsaufwand und die Aufnahme von Verbindlichkeiten. Im Widerspruch zum sporadischen wirtschaftlichen Erfolg der Meierei stand jedoch der generell nicht proportional steigende Vertrieb und Konsum für Molkereiprodukte. Das daraus resultierende Überangebot führte zu einem allgemeinen Preisverfall und auch im Heinrichsthal zu existentiellen finanziellen Schwierigkeiten. Das Königliche Amtsgericht Radeberg hatte daraufhin noch im Dezember 1887 Konkurs über das Vermögen des Ehepaares Zeis angemeldet und die  Zwangsversteigerung der Grundstücke des Vorwerks Heinrichsthal mit einem Schätzwert von 157.000 Mark für den 31. Mai 1888 angesetzt, deren alleiniger Eigentümer Hermann Alexander Zeis war. Auch der seit 1876 zum Vorwerk Heinrichsthal gehörende, aber auf Wallrodaer Gemarkung liegende Felixturm war Bestandteil der Konkursmasse. Die Lehrmeierei Heinrichsthal wurde aus dem Handelsregister gelöscht. Die Molkerei Löbau musste verkauft und der Pachtvertrag mit Bautzen gelöst werden.

### Ära 1888–1945
Die Radeberger Baumeister Robert Schmutzler und Friedrich Wilhelm Richter haben bereits vor der für den 31. Mai 1888 angesetzten Zwangsversteigerung die mit der Molkerei und der Ziegelei bebauten Grundstücke einschließlich der angrenzenden Grün- und Ackerflächen gekauft und sind damit gemeinschaftliche Eigentümer des Vorwerks Heinrichstal geworden. Noch 1888 wurden der Bau eines Eishauses für die Molkerei und einer Ziegeltrockenanlage begonnen. Schmutzler und Richter verpachteten die Heinrichsthaler Ziegelei an C. Schellmann, der als Pächter unter „Dampfziegelwerke Radeberg Carl Schellmann & Co.“ firmierte.

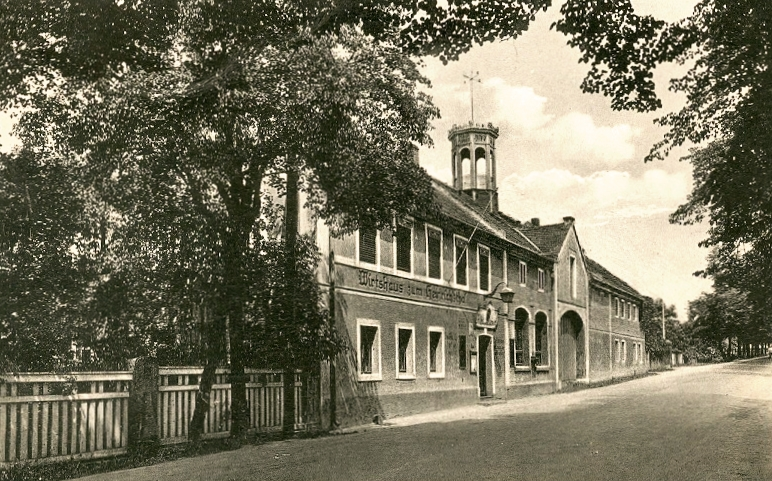
Das 1868 im Wirtschaftshaus eingerichtete „Wirtshaus zum Heinrichsthal“, um 1910

1889 wurde der Bau eines betriebseigenen Kindergartens genehmigt. 1890 errichteten Schmutzler und Richter auf der gegenüberliegenden Straßenseite einen zum „Wirtshaus“ gehörenden Sommerpavillon mit Gästegarten. Im Rahmen des Ausbaues des bisherigen Kommunikationsweges zwischen Radeberg und Großröhrsdorf zu einer 2-spurigen Landstraße in den Jahren 1888 bis 1890 erfolgte auf Anraten von Schmutzler und Richter eine Aufwertung des Heinrichsthales als östliches „Eingangstor zur Stadt“. Beide haben die Anlage einer Linden-Allee durch kostenlose Bereitstellung ihrer Grundstücksanteile ermöglicht und die Kosten für Bäume und Pflanzung übernommen. 1891 bauten beide parallel zur Straße einen neuen, etwas zurückgesetzten Stall für 48 Rinder. 1892 wurde das Gasthaus zu einem „Restaurationsgebäude“ ausgebaut.
Um 1897 werden der Wächtersbacher Unternehmer Heinrich Prinz und Albert Linke (ehemaliger Prokurist der Meierei) als Pächter der Meierei genannt.  1905 ist Albert Linke alleiniger Besitzer des Vorwerks. Ab 1906 firmierte die Molkerei als „Meierei Heinrichsthal Albert Linke. Königlich Sächsischer und Großherzoglich Hessischer Hoflieferant“. Letzterer Titel beruht auf der Errichtung der Käserei 1886 in Lauterbach (Hessen). Die Ziegelei firmierte ab 1897 als „Radeberger Dampfziegel GmbH“ und ab 1909 unter ihrem Besitzer Linke als „Ziegelei Heinrichsthal“, bis 1918 die Ziegel-Produktion eingestellt wurde.
1927 hat Linke dem Pächter der Gastwirtschaft auf dem Gelände der stillgelegten Ziegelei die Einrichtung einer Kleinkaliber-Schießanlage gestattet. 1933 ließ Linke alle baulichen Anlagen der Ziegelei einschließlich Schornsteine und Schießanlage abreißen.

### Nach 1945
Nach Ende des Zweiten Weltkrieges kam das Heinrichsthal unter Sowjetische Kommandantur. 1947 ist die VdgB Molkereigenossenschaft Radeberg gegründet worden, aus ihr ging der VEB Milchkombinat Radeberg mit seinen externen Werken Lehndorf, Leutwitz und Burkau hervor. Nach der Wende übernahm 1991 die Gebr. März AG aus Rosenheim das Heinrichsthal und wandelte es 1992 zur Heinrichsthaler Milchwerke GmbH um. 1994 kaufte die Radeberger Molkereigenossenschaft ihre Anteile zurück und ist bis heute alleinige Gesellschafterin der Heinrichsthaler Milchwerke GmbH.
Das Vorwerk Heinrichsthal wandelte sich binnen weniger Jahre zu einer Großmolkerei. Ein Großteil des Gutshofs wurde dadurch überbaut. Bis heute blieben jedoch noch einige Gebäude aus dem 19. Jahrhundert erhalten, darunter der Verwaltungssitz (ehem. Herrenhaus), die Bausubstanz des 1887 errichteten Produktionsgebäudes und das parallel zur Straßenfront liegende ehemalige Stallgebäude, in dem heute Empfang, Besuchereingang und Büros untergebracht sind. Das ehem. Wirtschaftshaus mit dem früheren „Wirtshaus zum Heinrichsthal“ ist 2022 abgerissen worden. Der westlich davon gelegene große Gäste-Garten ist heute parkähnlicher Baumbestand. Um 1970 und nach 2000 erfolgten größere Um- und Neubauten auf dem Gelände. Im Jahr 1992 siedelte sich in unmittelbarer Nachbarschaft, ungefähr auf dem Gelände der ehemaligen Ziegelei, mit der Radeberger Fleisch- und Wurstwaren Korch GmbH ein weiterer größerer Betrieb an.